# جوانی زنان
جوانی زنان (عربی مصری: شباب امراة) فیلمی به کارگردانی صلاح ابوسیف است که در سال ۱۹۵۶ منتشر شد. از بازیگران آن می‌توان به شادیه اشاره کرد.